# IIHF European Women Champions Cup
Der IIHF European Women Champions Cup (kurz EWCC) der Internationalen Eishockey-Föderation IIHF war ein Eishockeywettbewerb für europäische Frauen-Klubmannschaften und wird inoffiziell auch „Europapokal der Landesmeister im Fraueneishockey“ bezeichnet. Der Wettbewerb wurde im Jahr 2004 erstmals ausgetragen.
Das Turnier entspricht von der Bedeutung her der Champions Hockey League, bei dem die beste europäische Klub-Mannschaft der Herren gefunden werden soll, ähnelt jedoch in den Wettbewerbsbestimmungen eher dem IIHF Continental Cup. Die Mannschaften spielen in Vorrundenturnieren um den Einzug in das Finalturnier. Der Cup-Sieger in den ersten vier Spielzeiten wurde jeweils das schwedische Team AIK Solna. Erst 2009 wurden sie vom russischen Vertreter SKIF Nischni Nowgorod abgelöst.
Im August 2015 verkündete die IIHF die Beendigung des Wettbewerbs aus finanziellen Gründen.

## Siegerliste
| Saison  | Austragungsort        | Teil- nehmer | Cup-Sieger                 | Zweiter                    | Dritter         | Teilnehmende Mannschaften aus | Teilnehmende Mannschaften aus | Teilnehmende Mannschaften aus |
| Saison  | Austragungsort        | Teil- nehmer | Cup-Sieger                 | Zweiter                    | Dritter         | Deutschland                   | Österreich                    | Schweiz                       |
| 2004    | Stockholm, Schweden   | 10           | AIK Solna                  | SKIF Moskau                | EV Zug          | –                             | –                             | EV Zug                        |
| 2005    | Stockholm, Schweden   | 13           | AIK Solna                  | Espoo Blues                | SKIF Moskau     | EC Bergkamen                  | –                             | EV Zug                        |
| 2006    | Katrineholm, Schweden | 17           | AIK Solna                  | Tornado Moskowskaja Oblast | Segeltorps IF   | OSC Berlin                    | –                             | HC Lugano                     |
| 2007/08 | Stockholm, Schweden   | 21           | AIK Solna                  | Espoo Blues                | Aisulu Almaty   | OSC Berlin                    | EHV Sabres Wien               | HC Lugano                     |
| 2008/09 | Lohja, Finnland       | 19           | SKIF Nischni Nowgorod      | Segeltorps IF              | Espoo Blues     | ESC Planegg/Würmtal           | SG Sabres/Flyers United Wien  | DHC Langenthal                |
| 2009/10 | Berlin, Deutschland   | 20           | Tornado Moskowskaja Oblast | Espoo Blues                | OSC Berlin      | OSC Berlin                    | EC The Ravens Salzburg        | HC Lugano                     |
| 2010/11 | Lugano, Schweiz       | 20           | Ilves Tampere              | SKIF Nischni Nowgorod      | HC Lugano       | OSC Berlin                    | EHV Sabres Wien               | HC Lugano                     |
| 2011/12 | Hämeenlinna, Finnland | 20           | Tornado Moskowskaja Oblast | ZSC Lions Zürich           | HPK Hämeenlinna | ESC Planegg/Würmtal           | EHV Sabres Wien               | ZSC Lions Frauen              |
| 2012/13 | Oulu, Finnland        | 20           | Tornado Moskowskaja Oblast | MODO Hockey Örnsköldsvik   | Oulun Kärpät    | ESC Planegg/Würmtal           | EHV Sabres Wien               | ZSC Lions Frauen              |
| 2013/14 | Bad Tölz, Deutschland | 20           | Tornado Moskowskaja Oblast | AIK Solna                  | Espoo Blues     | ESC Planegg/Würmtal           | EHV Sabres Wien               | ZSC Lions Frauen              |
| 2014/15 | Espoo, Finnland       | 20           | SKIF Nischni Nowgorod      | Linköpings HC              | Espoo Blues     | ESC Planegg/Würmtal           | EHV Sabres Wien               | HC Lugano                     |